# Brustna omfamningar

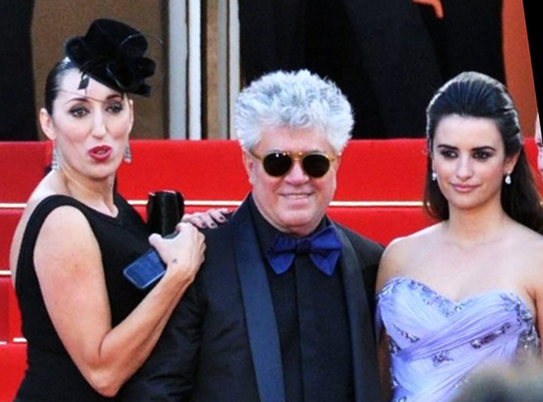
Rossy de Palma, Pedro Almodóvar och Penélope Cruz i Cannes 2009.

Brustna omfamningar (spansk originaltitel: Los abrazos rotos) är en spansk dramafilm från 2009 skriven och regisserad av Pedro Almodóvar. Filmen hade premiär i Spanien 18 mars 2009 och hade svensk premiär i augusti 2009.
Filmen spelades in mellan slutet av maj och början på september 2008.
Filmen, som behandlar ämnen som svartsjuka, svek och skuld, kretsar kring Lena (spelad av Penélope Cruz) och de två män som älskar henne, en regissör och en förmögen affärsman.

## Roller
- Penélope Cruz (Magdalena Rivero 'Maria-Lena Coric')
- Lluís Homar (Mateo Blanco/Harry Caine)
- Blanca Portillo (Judit García)
- José Luis Gómez (Ernesto Martel)
- Rubén Ochandiano (E. Martels son/Ray X)
- Tamar Novas (Diego)
- Ángela Molina (Lenas mamma)
- Chus Lampreave (Portvakt)
- Kiti Manver (Madame Mylene)
- Mariola Fuentes (Edurne)
- Carmen Machi (Chon)
- Kira Miró (modell)
- Rossy de Palma (Julieta)
- Alejo Sauras (Álex)